# Lwama
La Lwama, aussi écrit Luama est une rivière de la république démocratique du Congo, traversant la province du Tanganyika et la province du Maniema où elle se jette dans le Lwalaba (fleuve Congo). Elle traverse notamment le domaine de chasse de la Lwama.
Le 17 octobre 1876, c'est la rivière Lwama (Luama) que l'explorateur Stanley emprunta pour atteindre le Lualaba lors de sa traversée de l'Afrique d'Est en Ouest en passant depuis Zanzibar par le Lac Tanganyika, le Lualaba puis le fleuve Congo jusqu'à son embouchure atlantique. Cette rivière formait un couloir pratique sur lequel naviguer jusqu'au Lualaba.